# Лисс (Грин)
Лисс ― выдуманный Александром Грином приморский город, играющий важную роль в ряде его произведений.

## История создания Лисса
Трудно сказать, когда именно Грин придумал Лисс. Первое публичное упоминание о нем относится к 1921, когда был опубликован рассказ «Состязание в Лиссе», где впервые появляется идея о летающем человеке. Однако, по воспоминаниям первой жены Грина, Веры Калицкой, этот рассказ был написан ещё в 1910, но тогда не публиковался. При этом в тексте рассказа Лисс не упоминается, только в заголовке. В других дореволюционных рассказах Грина Лисс не встречается. Так что если даже считать годом рождения Лисса 1910, то он лишь промелькнул тогда и надолго исчез, а полноценной жизнью зажил уже в рассказе «Корабли в Лиссе» (1918, изд. в 1922) и повести «Алые паруса» (1916-20, изд. в 1923).
Как утверждает вторая жена Грина, Нина Николаевна Грин, образ Лисса был вдохновлен Севастополем. Она пишет в своих мемуарах: «Александр Степанович наслаждался Севастополем не меньше меня. Он говорил, что красота и своеобразие города вошли в него настолько, что послужили прообразом Зурбагана и Лисса». И сам Грин пишет в «Автобиографической повести»: «Впоследствии некоторые оттенки Севастополя вошли в м о и города: Лисс, Зурбаган, Гель-Гью и Гертон».
Вместе  с тем  "Шесть лет прожил Грин в Феодосии: четыре года — в квартире на Галерейной, 10, остальные два — в квартире одноэтажного углового дома по ул. Куйбышева, 31 (бывшая Верхне-Лазаретная, 7).
Н. Н. Грин. Из записок об А. С. Грине. Переезд в Феодосию
За это время появились четыре романа, две повести, около сорока рассказов, начаты «Автобиографическая повесть», роман «Недотрога». В 1925 году опубликован роман «Золотая цепь» и повесть «Сокровище африканских гор». В 1928 году им был закончен роман «Бегущая по волнам», который только через год с трудом удалось напечатать в издательстве «Земля и фабрика». Тогда же А. Грин закончил роман «Джесси и Моргиана», в 1929 году напечатанный издательством «Прибой». В том же году А. Грин написал роман «Дорога никуда», опубликованный издательством «Федерация» в 1930 году.
Во всех этих произведениях можно обнаружить знакомую линию берега Восточного Крыма, рисунок скалы, тип улицы, общее настроение при взгляде на горы или на силуэты судов в Феодосийском порту."  - Карта мечты: Феодосия на карте Гринландии

## Описание Лисса
Лучшее описание Лисса дано в рассказе «Корабли в Лиссе»:
«Нет более бестолкового и чудесного порта, чем Лисс, кроме, разумеется, Зурбагана. Интернациональный, разноязычный город
определенно напоминает бродягу, решившего наконец погрузиться в дебри оседлости. Дома рассажены как попало среди неясных намеков
на улицы, но улиц, в прямом смысле слова, не могло быть в Лиссе уже потому, что город возник на обрывках скал и холмов,
соединенных лестницами, мостами и винтообразными узенькими тропинками. Все это завалено сплошной густой тропической зеленью, в
веерообразной тени которой блестят детские, пламенные глаза женщин. Желтый камень, синяя тень, живописные трещины старых стен:
где-нибудь на бугрообразном дворе — огромная лодка, чинимая босоногим, трубку покуривающим нелюдимом; пение вдали и его эхо в
овраге; рынок на сваях, под тентами и огромными зонтиками; блеск оружия, яркое платье, аромат цветов и зелени, рождающий глухую
тоску, как во сне — о влюбленности и свиданиях; гавань — грязная, как молодой трубочист; свитки парусов, их сон и крылатое утро,
зеленая вода, скалы, даль океана; ночью — магнетический пожар звезд, лодки со смеющимися голосами — вот Лисс».

## Произведения Александра Грина, в которых упоминается Лисс
Лисс фигурирует во всех крупных произведениях Грина и почти не встречается в рассказах, за исключением «Кораблей в Лиссе».
В «Алых парусах» близ Лисса находится деревня Каперна, где живёт Ассоль. В Лиссе встал на рейде корабль капитана Грэя, отсюда он попал в Каперну и встретил там Ассоль. Здесь же он оснастил свой корабль алыми парусами, чтобы её мечта сбылась.
В «Блистающем мире» в Лисс приезжает из Сан-Риоля в поисках работы Тави Тум, здесь она знакомится с Круксом — Друдом и поддерживает его в «Клубе Воздухоплавателей». Здесь же находится маяк, где работает сторожем друг Друда, Стеббс, и куда Друд доставляет Тави, после того, как отбил её у жандармов.
В «Бегущей по волнам» Лисс — исходная точка. В лисском порту Гарвей впервые увидел Биче Сениэль, и отсюда отправился в плавание на корабле «Бегущая по волнам». Но больше он сюда не возвращался.
В «Золотой цепи» большая часть действия происходит во дворце Ганувера на мысе Гардена, неподалеку от Лисса. Но начинается оно в лисском порту, на корабле «Эспаньола», где служит юнгой Санди Пруэль. Также в Лиссе, на Сигнальном пустыре, живет любимая девушка Ганувера, Молли, и туда отправляются за ней Санди, Дюрок и Эстамп.
В «Дороге никуда» главные события в первой части романа разворачиваются в Покете, а в Лисс уезжает семья Футроза — в театр, чтобы увидеть прибывших туда на гастроли знаменитых актеров. Туда же отправляется пешком Тиррей Давенант, которому понадобилось срочно увидеться с Футрозами.